# Metro de Sevilla (operador)
|  | Aquest article parla de l'empresa encarregada de gestionar el metro de Sevilla, per a la xarxa vegeu Metro de Sevilla |

Metro de Sevilla és una empresa espanyola, concretament d'Andalusia. La societat s'encarrega de l'explotació del metro de Sevilla, que s'inaugurà el 2 d'abril de 2009, i fou constituïda el 23 de desembre de 1999 per part de la Junta d'Andalusia i l'Ajuntament de Sevilla per a l'elaboració dels estudis i projectes necessaris per a la construcció del metro de Sevilla.